# Isabella von Treskow

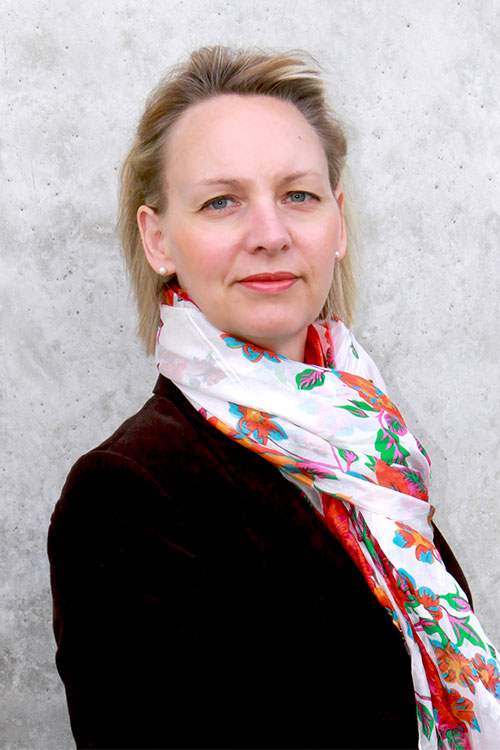
Isabella von Treskow

Isabella von Treskow (* 1964 in Hagen, Westfalen) ist eine deutsche Romanistin und Inhaberin des Lehrstuhls für Französische und Italienische Literaturwissenschaft an der Universität Regensburg.

## Leben
Isabella von Treskow wuchs in Berlin auf. Sie studierte Germanistik, Romanistik und Geschichtswissenschaft an der Freien Universität Berlin, Romanistik und Germanistik an der Albert-Ludwigs-Universität Freiburg und Lettres modernes an der Université Paul Valéry Montpellier III. 1986/87 arbeitete sie als Assistante de langue étrangère in Perpignan. An der Universität Heidelberg wurde sie 1995 in Romanistik mit einer Dissertation zu Denis Diderot und Volker Braun promoviert. Die Habilitation erfolgte 2006 an der Universität Potsdam.
Von 2006 bis 2007 vertrat sie die Professur für Romanistische Literaturwissenschaft an der Universität Erfurt, 2008 bis 2009 die Professur für Französische und Italienische Literatur- und Medienwissenschaft an der Universität Mannheim. 2007 bis 2009 lebte sie in Brüssel. Seit 2009 ist sie Professorin an der Universität Regensburg. 2017 war sie als Gastprofessorin an der Université Clermont Auvergne (Lettres modernes), 2022 Gastprofessorin an der Université de Toulouse II Jean Jaurès am Centre d'Études Germaniques (CREG). Seit 2016 ist sie Mitglied im Comitato direttivo der AIPI (Associazione Internazionale dei Professori d'Italiano) und im Beirat des Centre d'Etudes sur la Littérature et la Sociopoétique an der Université Clermont Auvergne. Seit 2021 ist sie Beiratsmitglied im neugegründeten Zentrum Erinnerungskultur an der Universität Regensburg. 2024/2025 ist Isabella v. Treskow Visiting Professor an der Faculty of Arts and Humanites im Department of Languages, Literature and Culture am King’s College London. Die Deutsch-Französische Hochschule (DFH) hat Isabella v. Treskow mit Wirkung vom 1. Januar 2025 in ihren Hochschulrat gewählt.

## Forschung
Die Forschungsschwerpunkte von Isabella von Treskow liegen in den Bereichen Literatur, Kultur und Gewalt; ästhetische Wahrnehmung; Wissensgeschichte und Intellektuellengeschichte mit besonderem Schwerpunkt auf der Aufklärung; französische Literatur und Kultur Algeriens; Gender Studies. Ein von der Stadt Regensburg unterstütztes Forschungsprojekt bezieht sich auf Kriegsgefangenschaft im Ersten Weltkrieg. Das mit Studierenden der Universität Regensburg entwickelte Podcast-Projekt Französische Stimmen zu Gehör gebracht: Zeugnisse zum KZ-Komplex Flossenbürg 1938–1945 wurde 2021 vom „Bündnis für Demokratie und Toleranz – gegen Extremismus und Gewalt“ (BfDT) im Rahmen des bundesweiten Wettbewerbs „Aktiv für Demokratie und Toleranz“ ausgezeichnet. Im September 2021 erhielt das Podcast-Projekt den Prix de l' Académie de Berlin als „herausragender Beitrag zur deutsch-französischen Freundschaft“. Ihr aktuelles Forschungsthema betrifft die Geschichte des Traumas aus kulturwissenschaftlicher Sicht.

## Lehre
Schwerpunkte in der Lehre sind Literatur und Medien im Kontext des Ersten und des Zweiten Weltkriegs und der Shoah, französische und italienische Kulturgeschichte, die französische Aufklärung, französische Literatur Algeriens und Gender Studies.

## Gleichstellung
Von 2020 bis 2024 war Isabella von Treskow im Nebenamt Frauenbeauftragte bzw. Beauftragte der Universität für die Gleichstellung von Frauen in Wissenschaft und Kunst. Ihr Ziel, strukturelle Ungleichheiten zwischen Männern und Frauen an der Universität zu verringern, führte zu zahlreichen Maßnahmen für Studierende, Mitarbeiterinnen und Professorinnen. Der Studiengang Genderkompetenz wurde erweitert und es konnten konkrete Maßgaben für Berufungsverfahren entwickelt werden. Der Anteil der Professorinnen an den Professuren der Universität stieg in ihrer Amtszeit deutlich an. Ein weiterer Erfolg war die positive Begutachtung des Universitätsantrags im Professorinnenprogramm 2030. Bei der Förderung der Gleichstellung ging es ihr immer auch um die Berücksichtigung von Studierenden und Wissenschaftlerinnen mit Familienaufgaben.

## Publikationen (Auswahl)
- Französische Aufklärung und sozialistische Wirklichkeit. Denis Diderots „Jacques le fataliste“ als Modell für Volker Brauns „Hinze-Kunze-Roman“ (= Epistemata. Reihe Literaturwissenschaft. 187). Königshausen & Neumann, Würzburg 1996, ISBN 3-8260-1227-5 (Zugleich: Heidelberg, Universität, Dissertation, 1995).
- Universalwissenschaft. Ein barockes Wissensmodell aus der Perspektive des Hans von Gersdorff. In: Richard van Dülmen, Sina Rauschenbach (Hrsg.): Macht des Wissens. Die Entstehung der modernen Wissensgesellschaft. Böhlau, Köln u. a. 2004, ISBN 3-412-13303-5, S. 323–348.
- Bürgerkrieg als Thema der Kunst- und Kulturwissenschaft. Zur Entwicklung eines neuen Forschungsfeldes. In: Romanistische Zeitschrift für Literaturgeschichte. Band 29, Nummer 1/2, 2005, S. 211–232.
- als Herausgeberin mit Albrecht Buschmann, Anja Bandau: Bürgerkrieg. Erfahrung und Repräsentation (= Potsdamer Beiträge zur Kultur- und Sozialgeschichte. 4 = Reihe Kollektive Gewalt – Krieg – Kultur. 1). Mit einem Geleitwort von Herfried Münkler. Trafo, Berlin 2005, ISBN 3-89626-538-5.
- Die Banlieue-Proteste 2005 in überregionalen deutschen Printmedien. In: Lendemains. Jahrgang 33, Nummer 130/131, 2008, S. 94–111, (online).
- L’organisation onirique des Nuits plus blanches que nature. In: Peter Kuon (Hrsg.): „Les mots sont aussi des demeures“". Poétiques de Jean Cayrol (= Eidôlon. 87). Presses Presses universitaires de Bordeaux, Pessac 2009, ISBN 978-2-903440-87-9, S. 129–143.
- Judenverfolgung in Italien (1938–1945) in Romanen von Marta Ottolenghi Minerbi, Giorgio Bassani, Franceso Burdin und Elsa Morante. Fakten, Fiktion, Projektion (= Jüdische Kultur. Studien zur Geistesgeschichte, Religion und Literatur. 25). Harrassowitz, Wiesbaden 2013, ISBN 978-3-447-06860-4.
- mit Ralf Junkerjürgen: Amok und Schulmassaker. Kultur- und medienwissenschaftliche Annäherungen (= Edition Kulturwissenschaft. 47). transcript, Bielefeld 2015, ISBN 978-3-8376-2788-6.
- als Herausgeber mit Nicolas Violle: Je(ux) d’enfants. Littérature et cinémas italiens du XXe siècle. Presses universitaires Blaise Pascal, Clermont-Ferrand 2016, ISBN 978-2-84516-732-2.
- als Herausgeber mit Catherine Milkovitch-Rioux: D’ici et d’ailleurs. L’héritage de Kateb Yacine. Peter LangEdition, Frankfurt am Main 2016, ISBN 978-3-631-67857-2.
- Le fleuve sonore, les ouïes extravagantes et le sillon sensuel. Langue, Muttersprache et pensée dans Osnabrück et Gare d’Osnabrück à Jérusalem d’Hélène Cixous. In: Lendemains. Jahrgang 42, Nummer 164, 2017, S. 32–45.
- „Una tragedia“ – „un destino doloroso“. Giudizi ambivalenti sul Giardino dei Finzi-Contini di Giorgio Bassani. In: Lorenzo Marmiroli, Jószef Nagy, Vanessa Martore (Hrsg.): Guerre, conflitte, violenza. La cultura dell’odio dal Novecento fino all’11 settembre (= Civiltà italiana. Serie 3, 22). Franco Cesati, Florenz 2018, ISBN 978-88-7667-712-0, S. 15–25.
- als Herausgeber: Das Konzentrationslager Flossenbürg. Geschichte und Literatur. Materialien und Anregungen für den Französisch- und Geschichtsunterricht (= Historica et didactica. Fortbildung Geschichte. 10). Röhrig, St. Ingbert 2019, ISBN 978-3-86110-733-0.
- als Herausgeber mit Bernhard Lübbers: Kriegsgefangenschaft 1914–1919. Kollektive Erfahrung, kulturelles Leben, Regensburger Realität (= Kulturgeschichtliche Forschungen zu Gefangenschaft und Internierung im Ersten Weltkrieg. 2). Pustet, Regensburg 2020, ISBN 978-3-7917-3080-6.
- als Herausgeber mit Harriet Rudolph: Opfer. Dynamiken der Viktimisierung vom 17. bis zum 21. Jahrhundert (= Heidelberger Abhandlungen zur mittleren und neueren Geschichte. 26). Winter, Heidelberg 2020, ISBN 978-3-8253-4741-3.
- Intellektuelle in Vormoderne und Moderne. Prämissen und Paradigmata der Forschung in Frankreich und Deutschland. In: Martin Kintzinger, Wolfgang Eric Wagner (Hrsg.): Intellektuelle. Karrieren und Krisen einer Figur vom Mittelalter bis zur Gegenwart (= Veröffentlichungen der Gesellschaft für Universitäts- und Wissenschaftsgeschichte. 17). Schwabe, Basel 2023, ISBN 978-3-7965-4755-3, S. 127–148.
- Im Archipel der Transit- und Außenlager. Außenlager des KZ Flossenbürg in Berichten überlebender Französinnen. In: Mechthild Gilzmer, Hanna Sprute (Hrsg.): Frauen aus Frankreich im KZ Ravensbrück (1942–1945). Deutsch-Französische Forschungsperspektiven (= Forschungsbeiträge und Materialien der Stiftung Brandenburgische Gedenkstätten. 33). Metropol, Berlin 2023, ISBN 978-3-86331-666-2, S. 273–296.
- als Herausgeber mit Silke Segler-Meßner: Traumatisme et mémoire culturelle. France et mondes francophones. De Gruyter, Berlin u. a. 2024, ISBN 978-3-11-035584-0.